# Saint-Christoly-Médoc

Saint-Christoly-Médoc este o comună în departamentul Gironde din sud-vestul Franței. În 2009 avea o populație de 288 de locuitori.

## Evoluția populației
| An        | 1975 | 1982 | 1990 | 1999 | 2006 | 2009 |
| --------- | ---- | ---- | ---- | ---- | ---- | ---- |
| Populație | 378  | 381  | 337  | 323  | 298  | 288  |